# Elevation (2024)
Elevation ist ein Science-Fiction-Thriller von George Nolfi. In dem Endzeitfilm spielt Anthony Mackie einen alleinerziehenden Vater, der sich gemeinsam mit zwei Frauen, gespielt von Morena Baccarin und Maddie Hasson, aus der Sicherheit ihres Zuhauses herauswagt und sich monströsen Kreaturen stellen muss, um das Leben seines kleinen Sohns zu retten. Der Film feierte Anfang November 2024 beim Denver Film Festival seine Premiere und kam wenige Tage später in die US-Kinos. Mitte Januar 2025 wurde er in das Programm von Prime Video aufgenommen.

## Handlung
Die Welt hat sich in der Zukunft verändert. Der einzige bewohnbare Ort, der der Menschheit noch bleibt, ist das Hochgebirge. Unterhalb einer Höhe von 2500 Metern leben Kreaturen, die vor weniger als drei Jahren 95 Prozent der Menschheit ausgelöscht haben. Sie kamen aus dem Erdboden und griffen nur Menschen an, andere Lebewesen überlebten. Die Opfer wurden auch nicht gefressen, sondern nur getötet. Die Killer, Reaper genannt, orten ihre Opfer durch ihren Atem und sind durch ihre Schuppen auf der Haut so gut wie unverletzlich. Keiner weiß, warum sie nicht über 2500 m Höhe steigen können oder welches Ziel die Wesen verfolgen.
Will lebt seit drei Jahren mit seinem Sohn Hunter und einigen anderen in einer Ortschaft in den Bergen. Um das Leben seines kleinen Sohnes Hunter zu retten, der an einer Krankheit leidet, die zu Atembeschwerden führt, macht sich Will mit der Wissenschaftlerin Nina und einer jungen Frau namens Katie, der besten Freundin seiner verstorbenen Ehefrau, auf den Weg nach Boulder, um Filter für ein Atemgerät zu besorgen, die Hunter braucht. Nina hat einen Kompass umgebaut, mit dessen Hilfe sich die Reaper, die eine stärkere magnetische Strahlung als alle anderen Lebewesen besitzen, orten lassen. Bereits auf dem Anfang des Weges werden sie im Wald angegriffen und können sich nur mit Mühe und der Hilfe eines eiligst reparierten Skiliftes retten. Will hat jedoch einen Plan, wie sie nach Boulder kommen können. Er kennt einen Weg. Dieser führt sie durch eine Mine hinab unter die Grenzlinie der Rocky Mountains, die die Kreaturen nicht überschreiten können. Bei dem Versuch den Tunnel zu durchqueren kommen sie zwangsläufig unter die Grenzlinie und werden von den Monstern angegriffen. Sie verstecken sich in einer Nische, während ein Reaper mit einem leuchtenden Tentakel versucht, ihre CO2-Spur zu finden. Mit einer Leuchtfackel lenken sie es ab und können fliehen. Katie wird dabei jedoch getötet. Will und Nina finden einen Weg ins Freie, der nach oben führt und befinden sich wieder über 2500 m.
Will verachtet Nina zwar, weil sie bei einem Versuch ein Mittel gegen die Reaper zu finden, mit Wills Frau und anderen loszog, und diese dabei ums Leben kamen. Da sie die Monster allerdings seit drei Jahren erforscht, hat sie vielleicht den Schlüssel, mit dem sich die Monster besiegen lassen. Nina glaubt, es sei nur eine Frage der Zeit, bis man herausfindet, wie man die Kreaturen töten kann.
In einer Ferienhütte in den Bergen erklärt Nina Will, dass sich in ihrem Labor in Boulder eine eventuelle Waffe gegen die Reaper befindet. Es handelt sich dabei um kristallines Magnesium, dass, wenn es auf die Reaper geschossen würde, zu einer thermoelektrischen Reaktion führen würde, und die Reaper verbrennt. Mit einem Pickup, der vor der Hütte steht, fahren sie nach Boulder, um im örtlichen Krankenhaus nach den benötigten Filtern für Hunter zu suchen. Auf dem Weg dorthin kommen sie, weil wieder unter 2500 m Höhe, an unzähligen, riesigen Löchern vorbei, aus denen die Reaper einst den Boden verließen. Während sie im Krankenhaus nach den Filtern suchen, werden sie von einem Reaper angegriffen. Will schafft es, diesen durch eine Explosion aus dem Gebäude zu sprengen. Als sie später im Labor ankommen, stellt Nina fest, dass das von ihr erhoffte Ergebnis mit dem Magnesium nicht eintritt. Sie schickt Will alleine zurück und bleibt im Labor um weiter zu forschen.
Währenddessen hat Will auf dem Heimweg einen Unfall und wird von mehreren Reapern aufgespürt. Kurz bevor sie ihn erreichen und töten können, taucht Nina auf und „tötet“ die Reaper. Sie hat entdeckt, dass Kobalt die Panzerung durchdringen kann. Es stellt sich heraus, dass es keine Tiere, sondern programmierte Maschinen sind. Will fragt Nina, was sie denkt, wo die Maschinen herkommen und wer sie programmiert hat. Nina blickt daraufhin nur nach oben in den Himmel. Durch das Hissen einer Piratenflagge teilt Nina den umliegenden Ortschaften mit, dass es gelungen ist eine Waffe zu finden. Es werden Patronen mit Kobalt bestrichen, und die Menschen machen sich auf den Weg nach unten, um die Reaper zu bekämpfen. Man sieht auf einer Karte, wie sich die Menschen von Colorado aus wieder ausbreiten.
Am Schluss sieht man, wie Nina und Will auf einem Berg in ein Teleskop blicken. Am Nachthimmel tauchen drei Flugobjekte auf, die wie Meteore wirken. Nina und Will werfen sich wortlos sorgenvolle Blicke zu.

## Produktion

### Filmstab, Besetzung und Dreharbeiten
Regie führte George Nolfi. Es handelt sich um seinen vierten Spielfilm. Nolfi ist vor allem für seine Drehbücher für Filme wie Das Bourne Ultimatum, Timeline, Ocean’s 12 und The Sentinel – Wem kannst du trauen? bekannt. Das Drehbuch für Elevation schrieben Kenny Ryan und Jacob Roman.

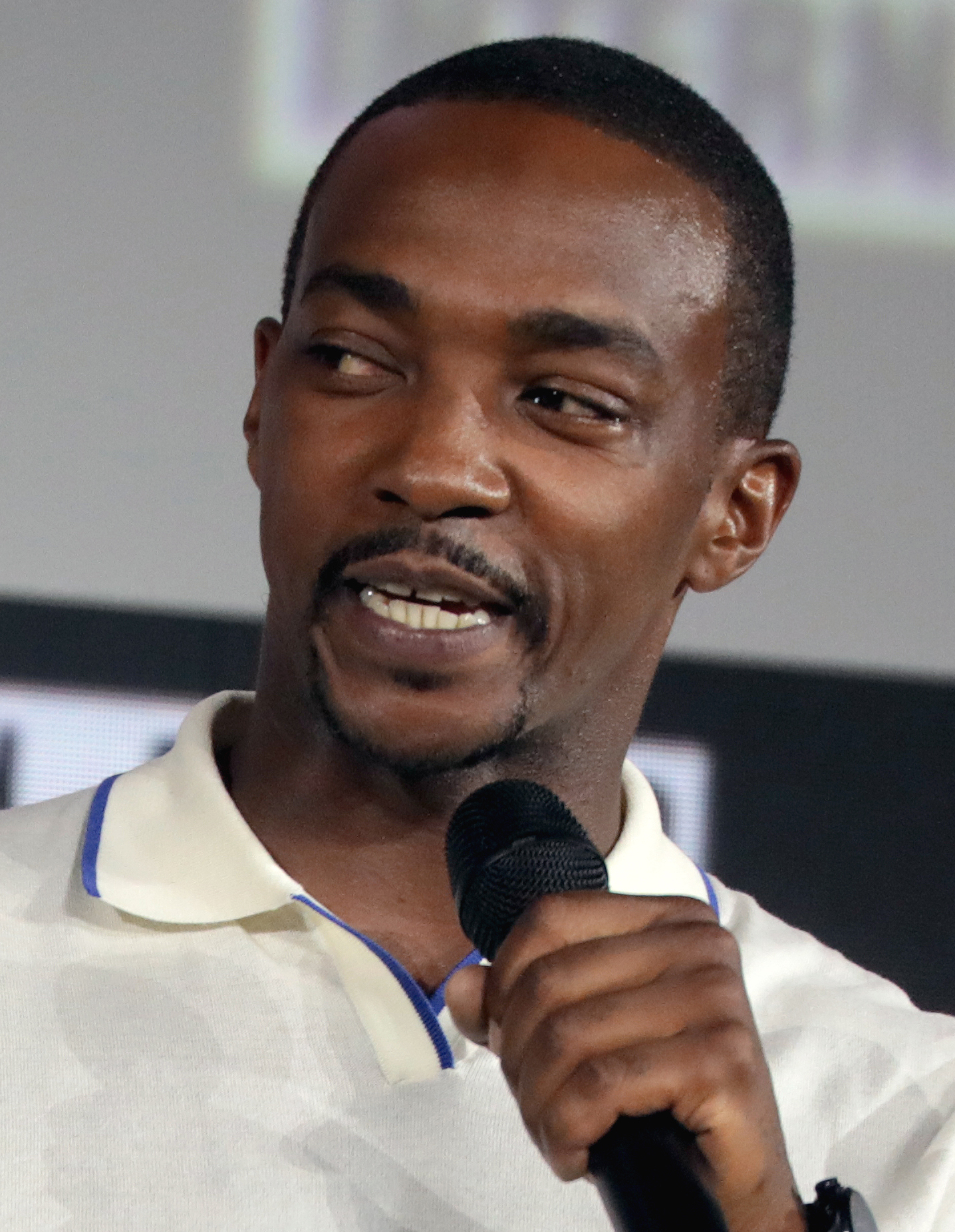
Anthony Mackie spielt Will

Anthony Mackie spielt in der Hauptrolle den Vater Will und Morena Baccarin und Maddie Hasson die Wissenschaftlerin Nina und eine weitere Frau namens Katie, die ihm helfen, seinen Sohn zu retten. Mackie war bereits in Nolfis Filmen Der Plan und The Banker in Hauptrollen zu sehen. Danny Boyd Jr. spielt Wills Sohn Hunter. Weitere Rollen wurden mit Shauna Earp, Ian Hummel, Dalila Orozco und Dave Malkoff besetzt. Das Casting übernahm Sylvia Gregory.
Die Dreharbeiten fanden ab Herbst 2022 zu einem großen Teil in Boulder und in Golden in Colorado an den Ausläufern der Rocky Mountains statt. Kameramann Shelly Johnson war zuletzt für Filme wie Greyhound – Schlacht im Atlantik von Aaron Schneider, Bill & Ted retten das Universum von Dean Parisot und Blacklight von Mark Williams tätig.

### Filmmusik, Marketing und Veröffentlichung
Die Filmmusik komponierte H. Scott Salinas. Mit ihm arbeitete der Regisseur ebenfalls bereits für seinen Film The Banker zusammen. Das Soundtrack-Album mit insgesamt 15 Musikstücken wurde am 29. November 2024 von Atlantic Screen Music/Filmtrax als Download veröffentlicht.
Der erste Trailer wurde Anfang Oktober 2024 vorgestellt. Die Premiere des Films fand am 4. November 2024 beim Denver Film Festival statt. Am 8. November 2024 kam Elevation in ausgewählte US-Kinos. Am 17. Januar 2025 wurde der Film in Deutschland in das Programm von Prime Video aufgenommen.

## Altersfreigabe und Kritiken
In den USA erhielt der Film ein R-Rating.
Die Kritiken fielen gemischt aus.